# Município de Auburn (condado de Crawford, Ohio)
Localização do Ohio nos E.U.A.
O município de Auburn (em inglês: Auburn Township) é um município localizado no condado de Crawford no estado estadounidense de Ohio. No ano 2010 tinha uma população de 795 habitantes e uma densidade populacional de 12,41 pessoas por km².

## Geografia
O município de Auburn encontra-se localizado nas coordenadas 40° 57′ 11″ N, 82° 45′ 26″ O. Segundo a Departamento do Censo dos Estados Unidos, o município tem uma superfície total de 64.04 km², da qual 63,74 km² correspondem a terra firme e (0,48 %) 0,31 km² é água.

## Demografia
Segundo o censo de 2010, tinha 795 pessoas residindo no município de Auburn. A densidade de população era de 12,41 hab./km².